# نعمت‌الله جزایری
نعمت‌الله جزایری سیاست‌مدار ایرانی بود، که در دوره بیست و سوم مجلس شورای ملی به‌عنوان نماینده شوشتر از استان خوزستان در مجلس شورای ملی حضور داشت.